# Postfix
Postfix（ポストフィックス）は自由ソフトウェア・オープンソースソフトウェアのメール転送エージェント(MTA)である。先行して開発されていたSendmailとの操作上の互換性を確保しつつ、管理・設定が容易で、高速・安全であることを指向して開発されている。完全にUNIX用のMTAシステムとして設計されているため、UNIX上の他の多くのソフトウェアと連携が必要となる場合がある。
NetBSD、macOS Serverなど、いくつかのUNIX / Unix系OSで標準のMTAとして採用されている。
ライセンスはIBM Public License 1.0であったが、バージョン3.2.5以降では、Eclipse Public License 2.0も選択できるようになった。
Postfixシステムは一つのプログラムではなく、複数のコアプログラムから成り立っている。
かつてはVMailerおよびIBM Secure Mailerという名前であった。Wietse VenemaがIBM トーマス・J・ワトソン研究所で開発を開始し、現在も活発に開発が行われている。Postfixの最初のリリースは1999年中頃に行われた。
2021年6月のE-Softによる調査では、外部からアクセス可能なメールサーバーとして、Eximに次ぐ32.5%のシェアを占めている。

## 機能
- Transport Layer Security (TLS)
- 外部のプロセスを利用したSMTPポリシーの強制やコンテンツフィルタリングが可能
- マッピングに複数のデータベースが利用可能。今のところ、Berkeley DB、cdb、dbm、LDAP、MySQL、PostgreSQLを利用可能
- mboxスタイルのメールボックスおよびMaildirスタイルのメールボックス、バーチャルドメインに対応
- アドレス書き換え （エンベロープ、ヘッダー）、VERP、SASLを利用したSMTP認証などが可能
- Milter  に対応
- Policyd-weight を使用したメールヘッダのチェックに対応。各種DNSBLやRFCへの準拠をチェックし、spamと判定したメールは本文を受信することなしにリジェクトすることで、サーバの負荷を緩和
- AIX、BSD系OS、HP-UX、IRIX、Linux、macOS、Solaris、Tru64でコンパイル可能。つまり、C言語コンパイラを持ち、POSIXに準拠し、BSDソケットを持つすべてのUNIX / Unix系OSでコンパイル可能

Postfixの強みはバッファオーバーラン攻撃に強いことと、大量の電子メールをさばけることである。
Postfixは異なったデーモンが協調動作するネットワークで構成される。
そして、各々のデーモンには1つの仕事しかなく、必要最小限の権限でそれを行う。
こうすることで、デーモンが攻略されたとしても、その影響はそのデーモンだけに留まり、システム全体に影響が及ぶことはない。
実際、管理者権限を持つデーモンは（常にバックグラウンドプロセスとなる）master 一つだけで、Postfixの外への書き込みや外部プロセスの起動を行うのもlocal、virtual、pipeだけなので、ほとんどのデーモンはchrootして動作させることができる。

## 構造
Postfixの構造についてはPostfix アーキテクチャの概要が詳しい。メッセージキュー、コアプログラム、ユーティリティプログラム、ルックアップテーブル、設定ファイルなどから構成される。

## 基本的な設定
サイトごとの設定はmain.cfで、デーモンプロセスの設定はmaster.cfで行う。
Postfix 基本設定には、各々のサイトで設定すべき主な項目が示されている。
Postfix 標準設定の例には、一般的な環境における設定の例が示されている。
Postfix アドレス書き換えでは、アドレス書き換えとメールのルーティングについて述べられている。日本語で利用可能なドキュメントの一覧は、Postfixのぺーじ － 和訳ドキュメント (2.3.x)にある。